# Campeonato Uruguaio de Futebol de 1936
O Campeonato Uruguaio de Futebol de 1936 foi a 5ª edição da era profissional do Campeonato Uruguaio. O torneio consistiu em uma competição com dois turnos, no sistema de todos contra todos. O campeão foi o Peñarol.

## Classificação
| Pos | Equipe               | Pts | J  | V  | E | D  | GP | GC | SG  |
| --- | -------------------- | --- | -- | -- | - | -- | -- | -- | --- |
| 1°  | Peñarol              | 30  | 18 | 14 | 1 | 2  | 40 | 12 | 28  |
| 2°  | Nacional             | 27  | 18 | 12 | 3 | 3  | 40 | 22 | 18  |
| 3°  | Rampla Juniors       | 23  | 18 | 10 | 3 | 5  | 34 | 26 | 8   |
| 4°  | River Plate          | 23  | 18 | 10 | 3 | 5  | 29 | 24 | 5   |
| 5°  | Montevideo Wanderers | 19  | 18 | 8  | 3 | 7  | 32 | 27 | 5   |
| 6°  | Central              | 15  | 18 | 6  | 3 | 9  | 24 | 30 | -6  |
| 7°  | Sud América          | 13  | 18 | 4  | 5 | 9  | 20 | 31 | -11 |
| 8°  | Bella Vista          | 12  | 18 | 5  | 2 | 11 | 26 | 36 | -10 |
| 9°  | Defensor             | 11  | 18 | 4  | 3 | 11 | 24 | 37 | -13 |
| 10° | Racing               | 7   | 18 | 2  | 3 | 13 | 18 | 42 | -24 |

|  | Campeão. |

| Campeonato Uruguaio de 1936  |
| ---------------------------- |
| Peñarol Campeão (14º título) |